# Incilius
Genre
Synonymes
- Cranopsis Cope, 1875 "1876"
- Ollotis Cope, 1875 "1876"
- Cranophryne Cope, 1889
- Crepidophryne Cope, 1889

Incilius est un genre d'amphibiens de la famille des Bufonidae.

## Répartition
Les 40 espèces de ce genre se rencontrent du Sud de l'Amérique du Nord au Nord de l'Amérique du Sud.

## Liste des espèces
Selon Amphibian Species of the World (23 septembre 2014) :
- Incilius alvarius (Girard, 1859)
- Incilius aucoinae (O'Neill & Mendelson, 2004)
- Incilius aurarius Mendelson, Mulcahy, Snell, Acevedo & Campbell, 2012
- Incilius bocourti (Brocchi, 1877)
- Incilius campbelli (Mendelson, 1994)
- Incilius canaliferus (Cope, 1877)
- Incilius cavifrons (Firschein, 1950)
- Incilius chompipe (Vaughan & Mendelson, 2007)
- Incilius coccifer (Cope, 1866)
- Incilius coniferus (Cope, 1862)
- Incilius cristatus (Wiegmann, 1833)
- Incilius cycladen (Lynch & Smith, 1966)
- Incilius epioticus (Cope, 1875)
- Incilius fastidiosus (Cope, 1875)
- Incilius gemmifer (Taylor, 1940)
- Incilius guanacaste (Vaughan & Mendelson, 2007)
- Incilius holdridgei (Taylor, 1952)
- Incilius ibarrai (Stuart, 1954)
- Incilius intermedius (Günther, 1858)
- Incilius karenlipsae Mendelson & Mulcahy, 2010
- Incilius leucomyos (McCranie & Wilson, 2000)
- Incilius luetkenii (Boulenger, 1891)
- Incilius macrocristatus (Firschein & Smith, 1957)
- Incilius majordomus Savage, Ugarte & Donnelly, 2013
- Incilius marmoreus (Wiegmann, 1833)
- Incilius mazatlanensis (Taylor, 1940)
- Incilius mccoyi Santos-Barrera & Flores-Villela, 2011
- Incilius melanochlorus (Cope, 1877)
- Incilius nebulifer (Girard, 1854)
- Incilius occidentalis (Camerano, 1879)
- Incilius periglenes (Savage, 1967)
- Incilius peripatetes (Savage, 1972)
- Incilius perplexus (Taylor, 1943)
- Incilius pisinnus (Mendelson, Williams, Sheil & Mulcahy, 2005)
- Incilius porteri (Mendelson, Williams, Sheil & Mulcahy, 2005)
- Incilius signifer (Mendelson, Williams, Sheil & Mulcahy, 2005)
- Incilius spiculatus (Mendelson, 1997)
- Incilius tacanensis (Smith, 1952)
- Incilius tutelarius (Mendelson, 1997)
- Incilius valliceps (Wiegmann, 1833)

## Publication originale
- Cope, 1863 : On TRACHYCEPHALUS, SCAPHIOPUS and other American BATRACHIA. Proceedings of the Academy of Natural Sciences of Philadelphia, vol. 15, p. 43-54 (texte intégral).